# Éditorialiste

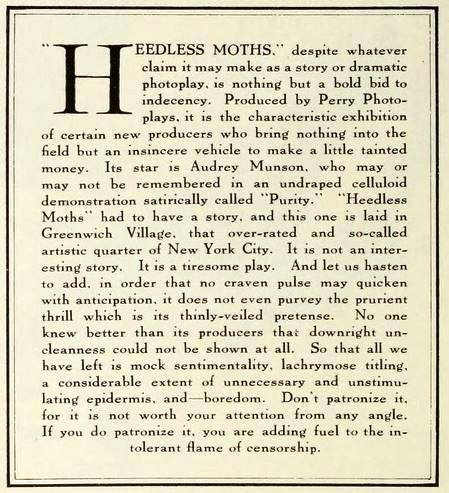
Éditorial d'un numéro de 1921 de Photoplay recommandant aux lecteurs de ne pas regarder un film contenant des scènes de nudité.

L'éditorialiste, autrefois appelé billettiste, est la personne qui écrit l'éditorial d'un journal de presse écrite (quotidien, magazine ou revue), ou qui exprime un commentaire dans un journal radiodiffusé ou télévisé. 
L'éditorialiste est généralement un journaliste appartenant à la rédaction et qui est chargé d'exprimer sa position. Il peut aussi s'agir d'une personnalité extérieure choisie pour ses capacités d'analyse (universitaire, écrivain, analyste politique, etc.). Son rôle est d'éclaircir ou de mettre en perspective un événement d'actualité ou une tendance, voire de refléter l'orientation (éventuellement la couleur politique) du journal. Il peut adopter un ton personnel et se montrer critique, à la différence des autres rédacteurs qui doivent appliquer les principes de neutralité] et d'objectivité. 
Ses articles sont souvent publiés dans les toutes premières pages de la publication. Les thèmes qu'il développe peuvent être ensuite détaillés dans d'autres articles.
Les dessinateurs de presse, dont le rôle est parfois comparable, peuvent être assimilés à des éditorialistes.[réf. souhaitée]

## Fonctions
L'éditorialiste peut remplir plusieurs fonctions à la fois. Les fonctions de l'éditorialiste sont d'expliquer les faits et leur importance, de fournir un contexte (contexte historique), de prédire l'avenir, de porter des jugements moraux ou de valeur et d'appeler à l'action. L'éditorialiste ne porte pas de signature, puisqu'il résume une opinion collective. 
Lorsqu’il rédige des textes, l’éditorialiste cherche a susciter la réflexion, à provoquer le débat et influencer l’opinion publique. Il ne donne pas nécessairement son opinion mais il donne toujours un point de vue. Il va exprimer ses émotions et va tenter de rallier le lecteur à son point de vue.
L'équipe est complétée par des collaborateurs réguliers des médias qui ne font pas partie du personnel ou des journalistes professionnels, mais qui ont la confiance des médias et coïncident avec sa ligne idéologique. Le véritable processus éditorial commence par le rédacteur en chef, qui est quelque peu dépendant de certains pouvoirs, plus ou moins selon le journal et la situation. 

## Types
- Explicatif : dans lequel quelque chose est expliqué, sans opinion évidente.
- La thèse ou opinion : dans laquelle l'opinion favorable ou défavorable est clairement exprimée.

## Convergence avec le journalisme
- Si vous ne connaissez pas le sujet, laissez ce bandeau (vous pouvez alors contacter les auteurs).
- Si vous supprimez le contenu mis en cause (vous pouvez préalablement contacter les auteurs),

argumentez précisément cette suppression dans la page de discussion
(un manque de référence n'est pas un argument ; une recherche réelle de référence doit avoir été effectuée, être formellement documentée).
Un éditorialiste est souvent un journaliste mais l’éditorialiste obéit à un genre d'écriture spécifique. Il peut posséder une carte de presse comme tout autre personne travaillant pour la réalisation d’un journal ( photographes de presses, secrétaires de rédaction, iconographes…) ou au contraire n'en posséder aucune mais disposer malgré tout d'une expertise ou d'une expérience pertinente dans le domaine.  
Le journaliste doit impérativement être impartial dans sa manière de rapporter des informations et de traiter les sujets, il doit respecter la déontologie du journaliste ainsi que la charte de Munich. À l'inverse, un éditorialiste peut donner son avis.